# Joaquín Muñoz Peirats
Joaquín Muñoz Peirats (Valencia, España, 8 de diciembre de 1931 - Conakri, Guinea, 8 de septiembre de 1987) fue un abogado, político y empresario valenciano

## Trayectoria
Nacido en el seno de una familia de comerciantes –su padre, Joaquín Muñoz Rodrigo, fundó FESA, empresa pionera en la exportación de cítricos durante las décadas de 1940 y 1950–, se licenció en Derecho por la Universidad de Valladolid y en Ciencias Económicas por la Universidad de Deusto. En1953 se presentó ante Juan de Borbón en su residencia del exilio portugués, siendo miembro del Consejo Privado del Conde de Barcelona y posteriormente de su Secretariado Político, hasta su disolución en 1969. En 1973 fundó el Partido Demócrata Liberal del País Valenciano en Novelda, Alicante, que se integró en la Federación de Partidos Demócratas Liberales, de la que fue vicepresidente. Dicha Federación se integró en 1977 en la Unión de Centro Democrático, en la que militaría Muñoz Peirats. Fue elegido diputado al Congreso por la circunscripción electoral de Valencia en las elecciones generales de 1977 y 1979. Miembro del sector renovador, junto con su amigo Francesc de Paula Burguera, fue relegado por Emilio Attard Alonso durante la llamada Batalla de Valencia, el conflicto identitario que enfrentó a la sociedad valenciana.
Como presidente del Ateneo Mercantil (1977-1981) y de la Real Sociedad Económica de Amigos del País, propulsó la modernización tanto económica como cultural de la ciudad de Valencia y su región. Le fue otorgada la Medalla de Oro de la Generalidad Valenciana a título póstumo.
Fue diputado en la Asamblea del Consejo de Europa, consejero del Grupo Prisa y muy próximo a los círculos liberales de Joaquín Garrigues Walker. Su fondo personal se encuentra depositado en el Archivo General de la Universidad de Navarra.
Desde 1982 se encontraba alejado de la vida política activa, aunque seguía ligado a los círculos liberales fundados por Garrigues Walker.
Falleció repentinamente el 8 de septiembre de 1987 cuando se encontraba en tierras africanas. Estaba casado con Teresa Álvarez de Toledo y Urquijo, con quien contrajo matrimonio en 1962 en la parroquia de San Agustín, de Madrid.